# 贊波的甜點大賽
《贊波的甜點大賽》（英語：Zumbo's Just Desserts）是澳大利亞的七號電視網中關於烘焙的真人實境秀節目。該節目由我的廚房我作主的製作人開發創想，由Adriano Zumbo與Rachel Khoo共同主持，並由Gigi Falanga擔任助理的角色。每集節目時間含廣告約為60-75分鐘，於2016年8月首播，製作12集，參賽人數總計12人，最終由Kate勝出獲得10萬美元的獎金。
比賽方式主要分為兩部分，第一部分為甜點測試（Sweet Sensations），參賽者須按照主持人的要求發揮創意製作相關甜點，倒數兩名參加第二部分的贊波測試（Zumbo Test），由贊波指定主題，當局表現較差者便遭淘汰。